# Rio Manych
O rio Manych é um rio no sul da Rússia, afluente do rio Don. A sua nascente está na parte do sul da república russa da Calmúquia. Corre através da cidade de Proletarsk e junta-se ao rio Don em Manychskaya, a leste da cidade de Rostov do Don.